# Michelle Darvill
Michelle Denise Darvill (Toronto, 21 de agosto de 1965) es una deportista canadiense-alemana que compitió en remo.
Ganó cinco medallas en el Campeonato Mundial de Remo entre los años 1992 y 2000. Participó en los Juegos Olímpicos de Atlanta 1996, ocupando el octavo lugar en la prueba de doble scull ligero.

## Palmarés internacional
| Representando a Canadá   |                          |                   |                         |
| Campeonato Mundial       |                          |                   |                         |
| Año                      | Lugar                    | Medalla           | Prueba                  |
| 1992                     | Montreal (Canadá)        | Medalla de plata  | Doble scull ligero      |
| 1993                     | Račice (República Checa) | Medalla de oro    | Scull individual ligero |
| Representando a Alemania |                          |                   |                         |
| Campeonato Mundial       |                          |                   |                         |
| Año                      | Lugar                    | Medalla           | Prueba                  |
| 1995                     | Tampere (Finlandia)      | Medalla de bronce | Doble scull ligero      |
| 1997                     | Aiguebelette (Francia)   | Medalla de oro    | Doble scull ligero      |
| 2000                     | Zagreb (Croacia)         | Medalla de oro    | Cuatro scull ligero     |